# Grupo Comunista Revolucionario
El Grupo Comunista Revolucionario és una organització revolucionària colombiana que es guia per la ideologia marxista leninista maoista (mlm), amb presència sindical limitada però àmplia militància a les universitats públiques. Es fundà durant 
la dècada del 1980 com a convergència de diversos sectors del maoisme colombià i participà en la formació del Moviment Revolucionari Internacionalista, MRI, en 1984.
Es caracteritza per posicions polítiques radicals, que ho enfronten a la gran majoria dels sectors de l'esquerra colombiana, considerats com a reformistes o revisionistes. Es considera l'embrió del futur Partit Comunista de Colòmbia marxista leninista maoista.
Defineix el caràcter de la societat colombiana com semicolonial, semifeudal i capitalista burocràtica, i per l'anterior, proposa l'estratègia de guerra popular perllongada, envoltant les ciutats des del camp, aplegant a la pagesia com a força principal i al proletariat com a força dirigent, per impulsar una Revolució de Nova Democràcia que, un cop venci en tot el país, permeti ininterrompudament entrar a la revolució socialista, i a través de múltiples revolucions culturals, avançar cap al comunisme, en el context de la Revolució Proletària Mundial. A partir de l'això, determina, com a tasca immediata dels mlm (marxistes leninistes maoistes) a Colòmbia, culminar el procés de construcció de l'autèntic partit comunista mlm unit al Moviment Revolucionari Internacionalista.
Compta amb una organització juvenil, bastant gran, anomenada Guàrdies Vermells (Guardias Rojos), i participa al costat de diferents organitzacions juvenils. El seu periòdic, d'edició irregular, es diu Alborada Comunista.
S'ha anat associant a la Nova Síntesi proposada pel Comunista Revolucionari Bob Avakian (President del PCR Estats Units). Aquesta Nova Síntesi és un conjunt de ruptures amb la història del moviment comunista internacional que, a més, estableix les bases perquè el projecte comunista sigui possible i desitjable, també és una línia la qual estan disposats a defensar i desenvolupar.